# Голфска струја
Голфска струја је морска струја у сјеверном Атлантику. Голфска струја је слична огромном гријачу, због кога велики дијелови западне Европе, као што су Енглеска, Ирска, Скандинавија имају много топлију климу него што би се очекивало због њихове сјеверне локације.
Голфска струја у секунди преноси 1,5 * 108 кубних метара воде. То је 100 пута више него све свјетске ријеке заједно. Она транспортује преко 5 петавата снаге, што је више снаге него што 1.000.000.000 просјечних нуклеарних електрана производе.
Голфска струја је добила назив од Бенџамина Френклина, зато што преноси топлоту из Мексичког залива ка Европи. У 16. и 17. вијеку је била називана и „канал де Бахама“. Познат је и назив „струја флориде“.

## Ток
Сјеверно од Бахама, голфска струја се ствара и тече као 500 km широка струја уз источну обалу САД. Код Капа Хатераса у Сјеверној Каролини, голфска струја тече ка истоку Атлантика и са тим се одваја од обале сјеверне Америке. При томе голфска струја мијења интензитет и рачва се у више кругова и губи стабилност константне струје. Код Њуфаундленда голфска струја се спаја са лабрадорском струјом и заједничке воде теку даље ка сјеверној Европи. У источном дијелу Атлантика та струја се рачва у више мањих које немају појединачна имена, зато што све те мање гране тих струја заједно утичу на европску климу коју масивно ублажавају.
Голфска струја тече просјечно 3 m/s (10 km/h), те је једна од најбржих морских струја.

## Настајање
Голфска струја настаје у Мексичком заливу. Јужна екваторска струја тече у мексички залив и наставља се ка сјевероистоку као голфска струја. На то стварање нове струје масивно утичу фактори као што је разлика у концентрацији соли и температуре воде у морима Кариба и Атлантика као и кориолна снага земаљске кугле.

## Пасатски вјетрови
Сјевероисточни пасатски вјетрови, који око екватора свугдје настају у интертропској конвергентној зони дају такође огроман погон за ток голфске струје ка сјевероистоку. Наравно да и сјеверно-амерички континент усмјерава ток голфске струје ка сјевероистоку.

## Преусмјеравање према истоку
Лабрадорска струја која се са сјевера слијева у голфску струју масивно утиче на промјену курса голфске струје јаче ка истоку и самим тим ка Европи. Такође, кориолне снаге глобуса утичу на курс голфске струје ка истоку.

## Последице за Европу
Због утицаја голфске струје на европски континент, клима у Европи је много блажа него на примјер у регијама сјеверне Америке које се налазе на истој географској ширини. У Њујорку је, на примјер, поприлично хладно и зими са температурама испод 0 степени. У Европи је Рим или јужна Црна Гора на истим сјеверним координатама као Њујорк, што показује колико је у Европи топлије него у Америци. Због тога Европа има и много више биљака и зеленила него у Сјеверној Америци гдје по нижим температурама расту поједини борови и травке, тако да тамо влада углавном тундра.